# قسيم قفيصي

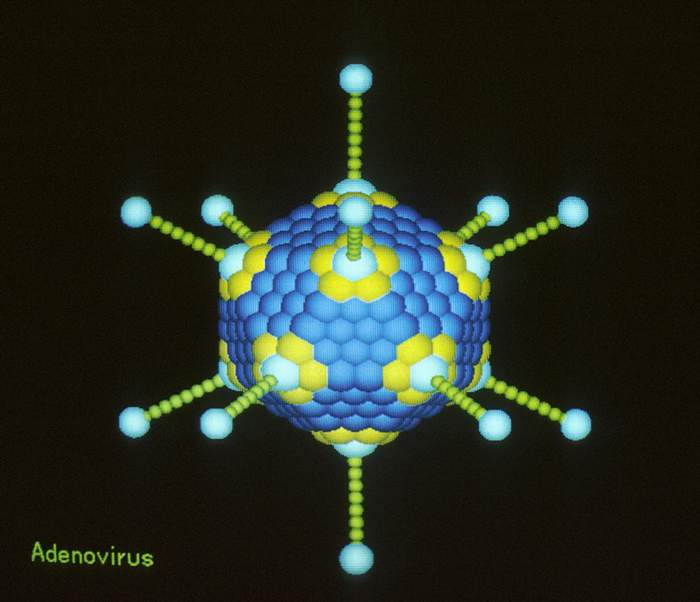
في هذا المخطط للفيروسات الغدانية القفيصة واضحة بشكل جلي

القسيم القفيصي أو كابسومير (بالإنجليزية: Capsomere)‏ هو الوحيدة (المكون) الأساسي للقفيصة والغطاء الخارجي البروتيني الذي يحمي المادة الوراثية للفيروس. القسيمات القفيصية تتجمع ذاتياً لتشكيل قفيصة.

## اقرأ أيضا
- دوبلودنافيريا (فيروسات)